# Bosc Comunal de Mosset
El Bosc Comunal de Mosset és un bosc del terme comunal de Mosset, a la comarca del Conflent (Catalunya del Nord).
Està situat íntegrament en el terme de Mosset, a la dreta -sud- de la Castellana, a l'oest i sud-oest del poble de Mosset. Està dividit en tres sectors separats; el més gran és l'occidental i es troba a ponent de Mosset, mentre que els altres dos, molt més petits, són al sud-oest i sud del poble. Té una extensió de 963 hectàrees i el codi F16206H de l'ONF (Office National des Forêts).
El bosc està sotmès a una explotació gestionada pel comú de Mosset, atès que la propietat és d'aquest comú. El Bosc Estatal de la Castellana té un dels seus dotze sectors limítrof amb el Bosc Comunal de Mosset.